# Opération Shady RAT
 Opération Shady RAT , en anglais  Operation Shady RAT  est le nom donné par McAfee à la campagne de cyberattaques orchestrée à l'encontre de plusieurs organisations dont l'Organisation des Nations unies, le Comité international olympique, plusieurs agences gouvernementales américaines et plusieurs sociétés de l'industrie de l'armement aux États-Unis. Cette attaque aurait débuté à la mi-2006, et a duré plus de 5 ans. Selon l'éditeur, plus de 70 organisations auraient été touchées, et certaines intrusions ont duré plus de deux ans.